# Bananal
Ilha do Bananal je ostrov v Brazílii ležící na řece Araguaia. S rozlohou 19 125 km² jde o největší říční ostrov na světě (Marajó v deltě Amazonky je největším sladkovodním ostrovem, ale jeho severovýchodní pobřeží už omývá Atlantský oceán). Zároveň je celkově třetím největším ostrovem Jižní Ameriky a 49. největším ostrovem světa.
Ostrov leží na jihozápadě státu Tocantins mezi dvěma rameny řeky Araguaia. Ostrov je rovinatý a porostlý pralesem. V období zvýšené hladiny vody v řece (září až březen) bývá podstatná část ostrova zatopena. Zdejší fauna a flora je velice rozmanitá i vzhledem k tomu, že se ostrov nachází na pomezí ekosystémů amazonského pralesa a suchého cerrada. Nevedou na něj žádné mosty, je přístupný pouze přívozem. Jeho severní část byla vyhlášena brazilským národním parkem Araguaia, jehož rozloha je 5 555,18 km².
Ostrov obývá několik indiánských etnik, např. Karajá a Javaé. Na ostrově se nacházejí indiánská území Terra Indígena Parque do Araguaia a Terra Indígena Inãwébohona.

mapka státu Tocantins s vyznačením ostrova
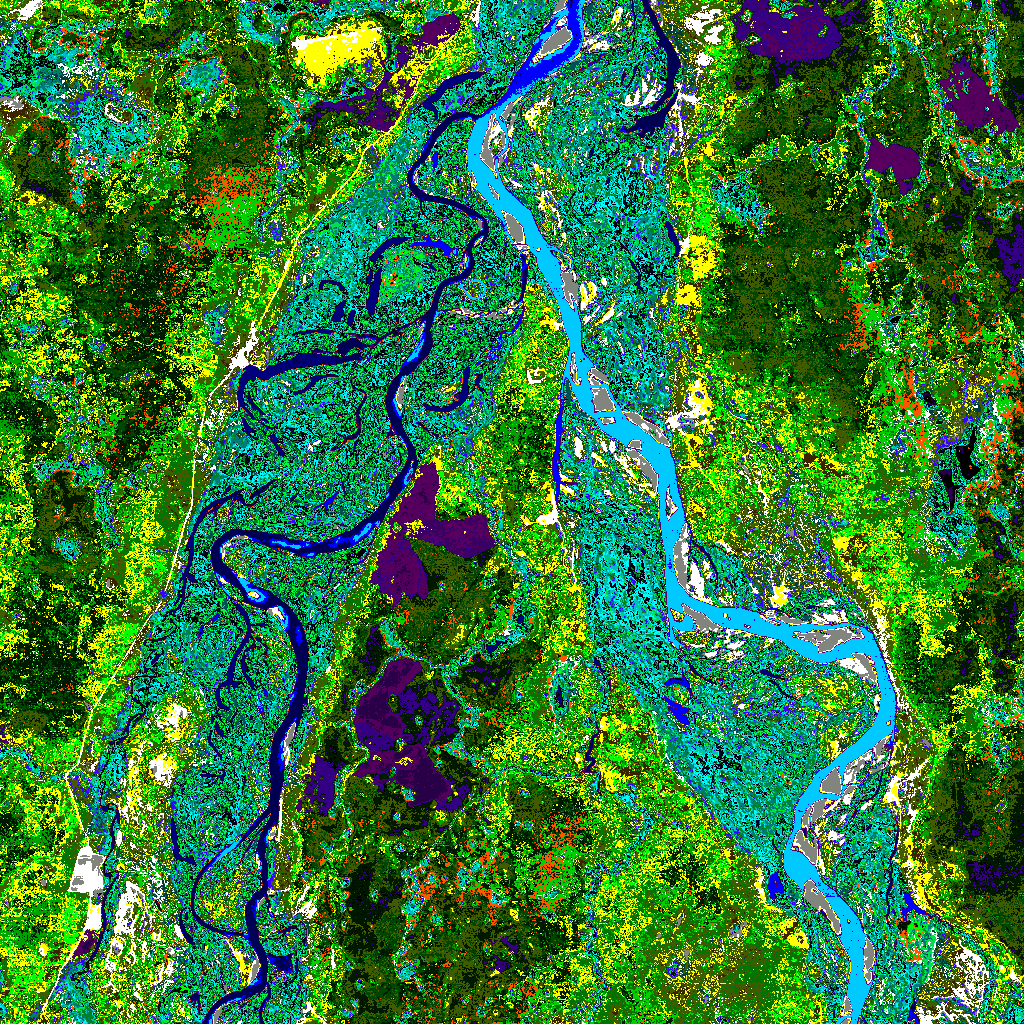
satelitní snímek s nepravými barvami severní části ostrova
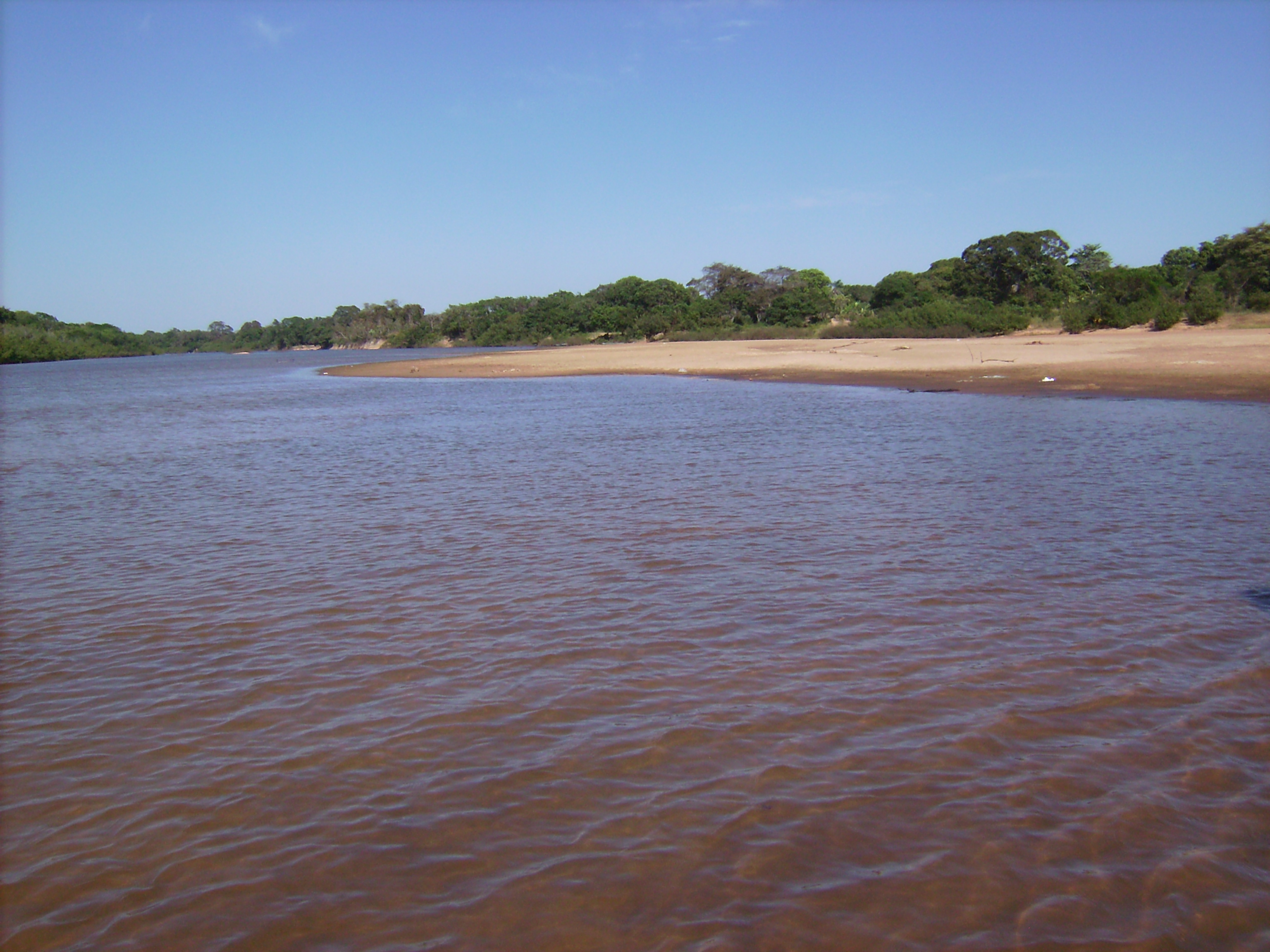
břeh ostrova
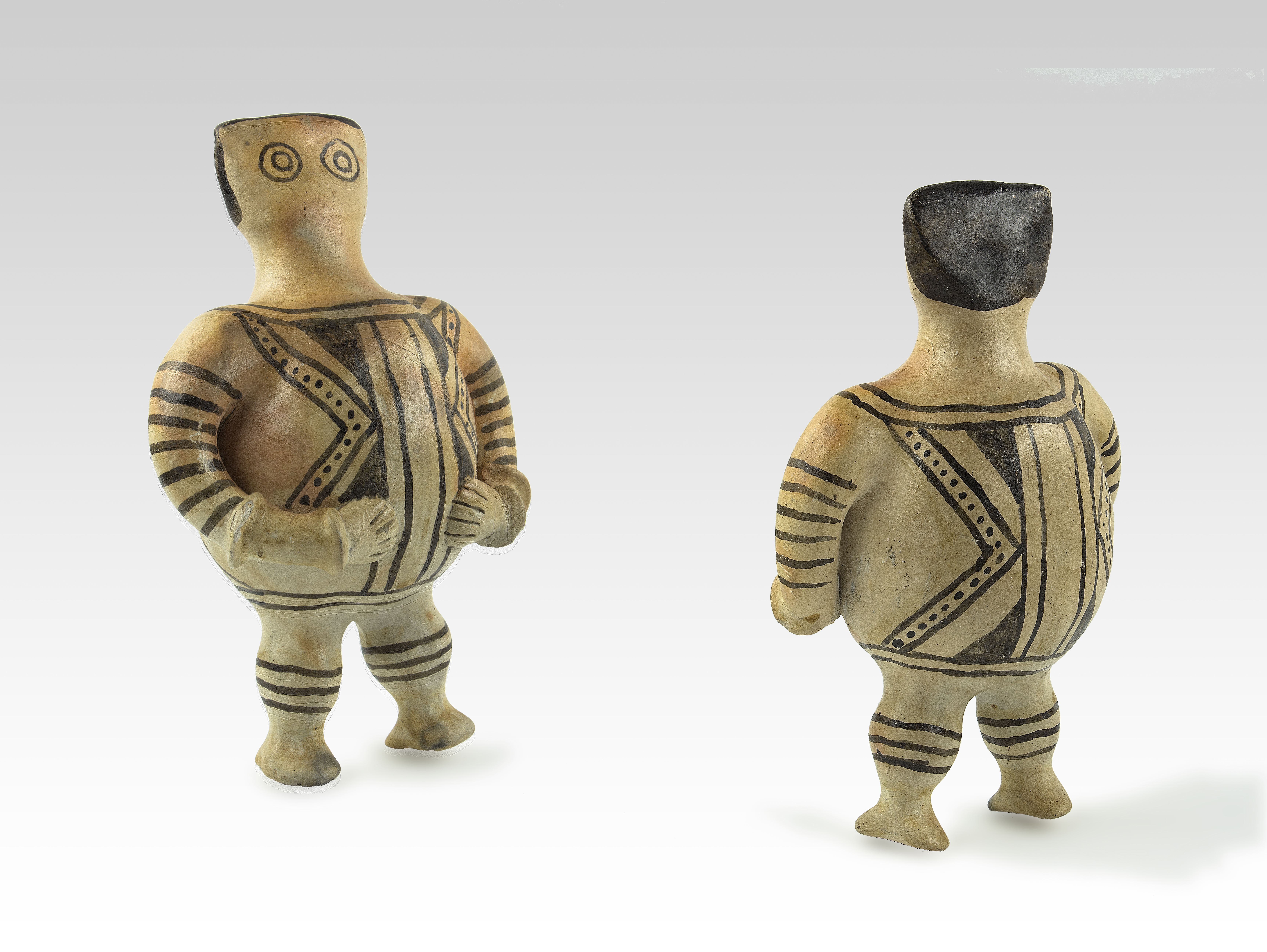
keramická soška